# Jesica Cirio
Jesica Wanda Judith Cirio (Lanús, Buenos Aires, 18 de marzo de 1985) es una modelo, presentadora y vedette argentina.

## Carrera
Su primera aparición pública fue en 1996 en el programa Las 3 Marias, emitido por ATC y conducido por Las Trillizas de Oro, en el cual, junto con otros cinco niños, era bailarina y asistente. En 2001, se postuló para que el público la eligiera «Diosa Tropical» en el certamen del programa Pasión tropical.
En el programa realizó un clip erótico para promocionar su candidatura. Más tarde, fue convocada para el personaje de «la Sobrinita» de Gerardo Sofovich en Polémica en el bar. Además, participó como invitada especial en el programa Cámara en mano.
En 2004 fue convocada para ser la conductora del programa Kubik, por América 2, en el cual estuvo hasta el año 2009, cuando fue reemplazada por Victoria Vanucci, y luego por Ivana Paliotti, Melina Pitra y Alejandra Maglietti.
En el verano 2004/2005 debutó como vedette en la obra de teatro de revista Terminestor 05, de Jorge Guinzburg. Al verano siguiente formó parte de la revista de Gerardo Sofovich Corrientes, esquina Glamour, y siguió en El champan las pone mimosas, junto a Florencia de la V y Nazarena Vélez.
En 2006 participó en la primera edición de Bailando por un sueño, segmento del programa ShowMatch, emitido por Canal 13, en el cual logró llegar a las semifinales del certamen.
En 2007 participó en la primera edición de Patinando por un sueño, competencia de patinaje artístico del programa ShowMatch, conducido por Marcelo Tinelli. La modelo demostró su talento en la pista y llegó a las semifinales, en las cuales perdió con la actriz Anita Martínez, pero igualmente cumplió el sueño de su soñador. Salió 20.º entre 22 participantes.

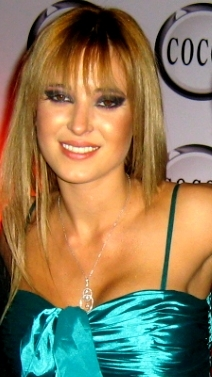
Cirio en 2008.

En febrero de 2008 fue invitada por Chilevisión al programa de farándula y espectáculos SQP, donde cubrió los detalles del Festival de Viña del Mar °49. Ese año vuelve a participar en la quinta edición de Bailando por un sueño.
En 2009, vuelve a Chile para participar en Fiebre de baile y en la serie Infieles y se convierte en la primera vedette de la Revista latina, en Villa Carlos Paz, en homenaje a Jorge Guinzburg, fallecido a inicios de 2008. Al año siguiente volvió a ser primera vedette de la obra revisteril Carnaval de estrellas.

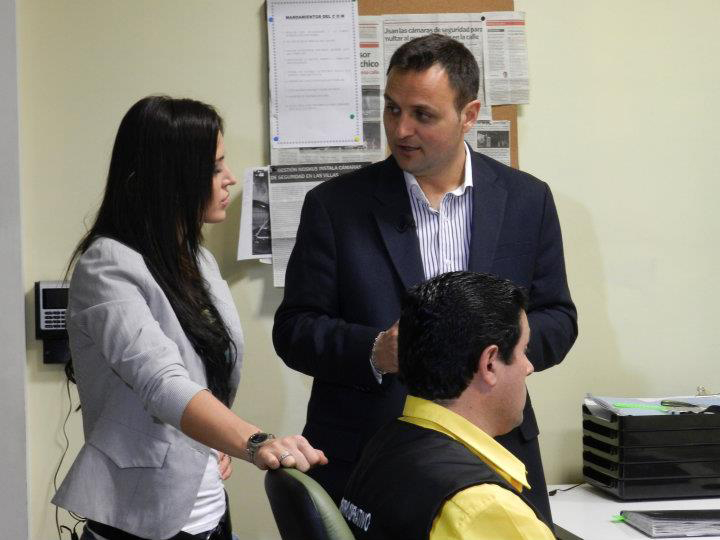
Jesica Cirio en Impacto 9.

En 2010 Cirio es invitada al programa Así somos del canal chileno La Red y luego conduce Impacto 9 con Roberto Menna (Boby) por Canal 9 y participa en Bailando por un sueño, del cual fue eliminada aunque tenía pensado bajarse debido al fallecimiento de su expareja.
Fue convocada para la Teletón 2010 en Chile, donde fue invitada al segmento "vedetón", realizando un sketch humorístico.
En octubre de 2011 encabeza junto a Nito Artaza y Miguel Ángel Cherutti la revista Excitante, que se llevó a cabo en Mar del Plata. Al verano siguiente fue la primera vedette de Noche de astros.
En 2015 participó en Tu cara me suena, ciclo de imitaciones musicales conducido por Marley en Telefe. Tras su matrimonio con Insaurralde, protagonizó la obra de teatro regional Un cuento alborotado.
Entre 2017 y 2023 fue coconductora de La peña de Morfi, mayormente junto a Gerardo Rozín, por Telefe.

## Vida personal
Entre 2014 y 2023 estuvo casada con el exdiputado nacional Martín Insaurralde. Tuvieron una hija en 2017 llamada Chloe.

## Filmografía
| Año  | Título                     | Personaje       | Notas                             |
| ---- | -------------------------- | --------------- | --------------------------------- |
| 2005 | Casados con hijos          | Aldana          | Episodio: «Arde Troya»            |
| 2005 | Casados con hijos          | Naty            | Episodio: «Empepeorando»          |
| 2009 | Teatro en CHV              | Ana             | Episodio: «La carne es muy débil» |
| 2016 | La peluquería de don Mateo | La profe de Gym | Papel recurrente                  |

| Año           | Título                                 | Papel                | Notas                  |
| ------------- | -------------------------------------- | -------------------- | ---------------------- |
| 1996-1997     | Las 3 Marias                           | Bailarina            |                        |
| 2001          | Pasión tropical                        | Secretaria           |                        |
| 2003-2004     | Videomatch                             | Modelo               |                        |
| 2004-2005     | Kubik                                  | Conductora           |                        |
| 2006          | Showmatch: Bailando por un sueño       | Participante         | 3.er seminalista       |
| 2007          | Showmatch: Patinando por un sueño 2007 | Participante         | 3.er seminalista       |
| 2008          | SQP                                    | Cronista y panelista |                        |
| 2008          | Showmatch: Bailando por un sueño 2008  | Participante         | 29.ª eliminada         |
| 2009          | Fiebre de baile                        | Participante         | 6.ª eliminada          |
| 2010          | Impacto 9                              | Conductora           |                        |
| 2010          | Bailando por un Sueño 2010             | Participante         | 17.ª eliminada         |
| 2010-2011     | Verano Fox Sports                      | Conductora           |                        |
| 2014          | Showmatch: Bailando 2014               | Participante         | 4.ª seminalista        |
| 2015          | Gran Hermano 2015, el debate           | Panelista            |                        |
| 2015          | Tu cara me suena 3                     | Participante         | 9.ª clasificada        |
| 2017-presente | La Peña de Morfi                       | Conductora           |                        |
| 2017          | La Fiesta de Morfi                     | Conductora           | Especial de televisión |
| 2018          | Especiales musicales de Morfi          | Conductora           | Especial de televisión |
| 2022          | Las mujeres de la selección            | Conductora           |                        |

## Teatro
- 2004-2005: Terminestor
- 2005-2006: Corrientes esquina glamour
- 2006-2008: El champán las pone mimosas
- 2008-2009: Revista latina
- 2009-2010: Carnaval de estrellas
- 2010-2011: Excitante
- 2011-2012: Noche de Astros
- 2015-2016: Un cuento alborotado